# Tyrgowiszte

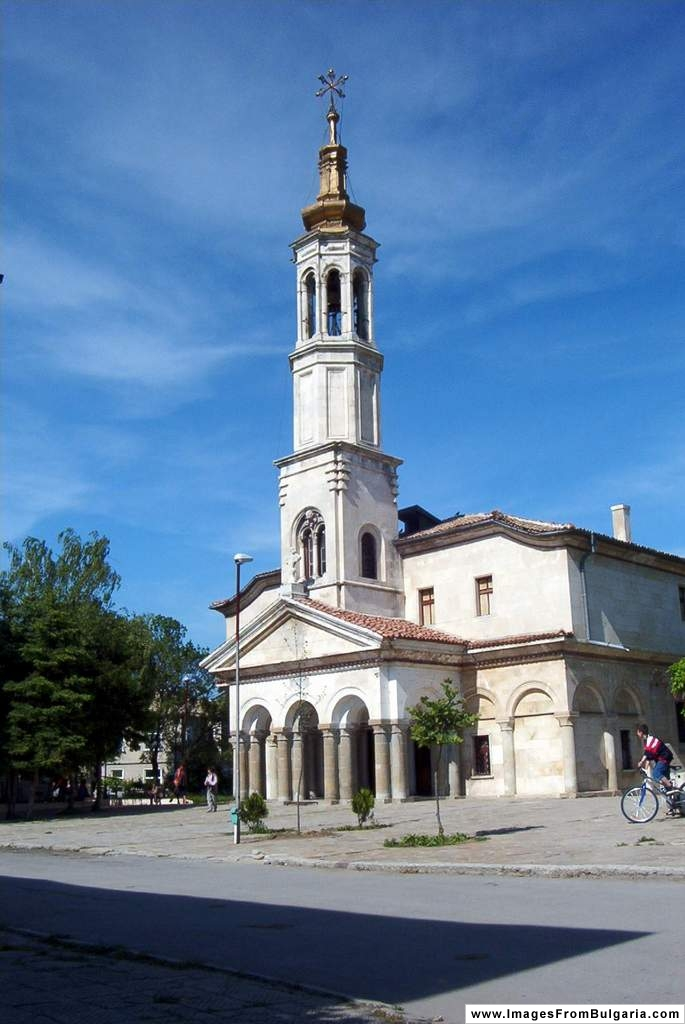
Cerkiew Zaśnięcia Matki Bożej

Tyrgowiszte (bułg. Търговище, do 1934 roku Eski Dżumaja) – miasto w północno-wschodniej Bułgarii, stolica obwodu Tyrgowiszte i gminy Tyrgowiszte; położone nad rzeką Wraną. Według danych Narodowego Instytutu Statystycznego w Bułgarii, 31 grudnia 2011 roku miasto liczyło 37 341 mieszkańców. W mieście rozwinął się przemysł maszynowy, metalowy, elektrotechniczny, spożywczy, drzewny oraz skórzany.

## Miasta partnerskie
- Chociebuż, Niemcy
- Târgoviște, Rumunia
- Smoleńsk, Rosja
- Santa Maria da Feira, Portugalia
- Waterloo, Stany Zjednoczone
- Kozani, Grecja
- Suresnes, Francja
- Compton, Stany Zjednoczone[7]